# 酢酸イソプロピル
酢酸イソプロピル（さくさんイソプロピル、Isopropyl acetate）はエステルに分類される有機化合物で、酢酸とイソプロパノールとを縮合させることで生成される。酢酸イソプロピルは無色透明な液体で、独特の果実臭を持つ。
酢酸イソプロピルはさまざまな有機溶媒と混和し、水に幾分溶解する。そして工業的には広く様々な溶媒として利用され、セルロース、プラスチック、油脂などの溶剤として利用されるうえ、印刷インクや化粧品の成分、シトラス系調合香料やフルーツ系フレーバーとしても利用されている。
酢酸イソプロピルは様々なプラスチックを浸潤する。

## 安全性
引火性があり、日本の消防法では危険物第4類・第1石油類に分類される。動物実験での半数致死量（LD50）は、ラットへの経口投与で3.0g/kg、ウサギへの経皮投与で20ml/kg以上。

## 註・出典
1. ↑  『合成香料 化学と商品知識』印藤元一著 2005年増補改訂 化学工業日報社 ISBN 4-87326-460-X
2. ↑  安全衛生情報センター